# Fêtards du Mardi Gras
Fêtards du Mardi Gras (ou Fêtards du Carnaval) est un tableau du peintre hollandais de l'âge d'or Frans Hals, peint vers 1616-1617. C'est l'une des premières œuvres de Hals ayant survécu. Elle appartient au Metropolitan Museum of Art de New York depuis 1913. La peinture montre des festivités à Mardi gras (en néerlandais : Carnaval), un carnaval annuel de nourriture et de gaieté qui a lieu avant le jeûne chrétien du Carême.

## Description
La toile est une scène de genre. On voit au premier plan une table avec de la nourriture en abondance et une carafe, avec l'inscription « fh », les initiales du peintre. Une femme souriante élégamment vêtue, lève son doigt droit pour faire un point, tandis qu'un homme attrape son épaule pour lui murmurer à l'oreille : il porte une chaîne de hareng, d'œufs et de moules autour du cou, avec un pied de cochon et une queue de renard, symboles respectifs de gourmandise et de folie. Un autre homme, une saucisse accroché à sa coiffe, s'appuie sur l'épaule du premier individu et écoute leurs plaisanteries. Certains prétendent qu'il s'agit des personnages de théâtre baroque Peeckelhaeringh et Hans Wurst. Derrière eux, d'autres personnes parlent et rient. 
La femme porte des vêtements beaucoup plus colorés que n'importe quelle autre modèle de Hals et montre une forte ressemblance avec la jeune femme représentée dans le tableau de Hals Le Jeune Ramp et sa belle, également au Metropolitan Museum. Les deux sont aujourd'hui considérés comme des œuvres de genre, de sorte que les modèles pourraient être n'importe qui dans le cercle de Hals, comme ses enfants ou ses élèves. Dans son catalogue de 1989 de l'exposition internationale Frans Hals, l'historien d'art Seymour Slive a inclus une photo en couleur de cette œuvre pour démontrer l'amour de la vie de Hals. Le tableau lui-même n'a pu être inclus dans l'exposition car il ne peut pas être prêté. La même année où Slive écrivait son catalogue d'exposition, l'historien de l'art Claus Grimm a rejeté l'attribution du tableau à Frans Hals, bien qu'il ait admis qu'il s'agissait probablement d'un tableau de Hals, le qualifiant de copie d'un original perdu.
Le positionnement des personnages par Hals est lié à deux autres oeuvres connues du peintre :

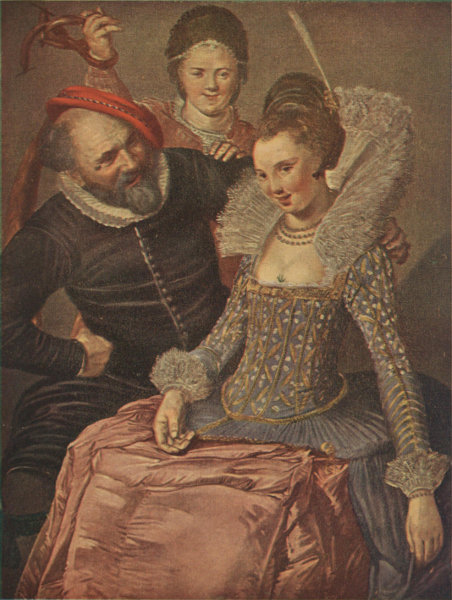
Le Joyeux Trio de Hals (perdu pendant la Seconde Guerre mondiale).
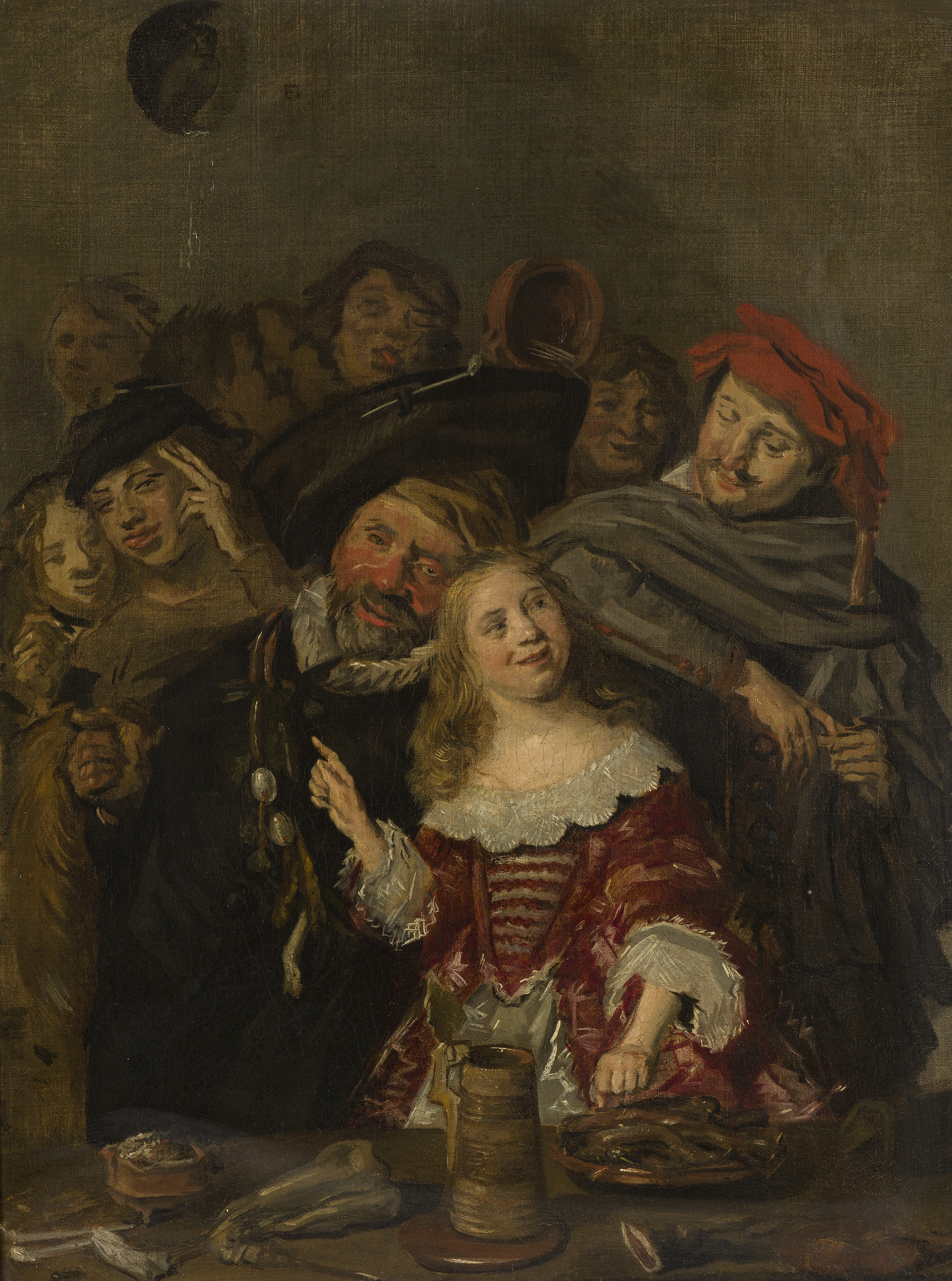
Un exemplaire d'époque de la scène, situé ici à l'extérieur, sous la Lune.

## Provenance
La peinture a été documentée pour la première fois par Wilhelm von Bode en 1883, puis a été incluse dans la plupart des catalogues des œuvres de Hals, notamment par Ernst Wilhelm Moes en 1909, Hofstede de Groot en 1910, par W.R. Valentiner en 1923 et par Gerrit David Gratama en 1946. Le Metropolitan Museum of Art répertorie une entrée de vente d'Amsterdam de 1765 mentionnant une œuvre de genre de Vasten-Avond, ou Mardi gras, et Seymour Slive mentionne un dessin d'époque de Mathys van den Bergh.
Le tableau a été légué au Metropolitan Museum of Art de New York à la mort de Benjamin Altman en 1913. Altman a payé 89 102 $ pour l'acquérir auprès d'un monsieur Cocret en 1907. 